# Personal LINKS
Personal LINKS (パーソナルリンクス)とは、IMAGICAが開発し、リンクスが販売した3DCGソフトウェアパッケージである。また、東芝もPersonal LINKSをASLINKSとして販売していた。

## ソフトウェア
- L/Shape (後のL/Shape FE) - モデラー
- L/Manage - マテリアル設定・レイアウト・アニメーション
- L/Image (後のXL/Image[1]及びSpeedRender) - レンダラー
- Neozoic Paint (ネメシス製) - 2Dペインター
- META EDITOR (メタ・コーポレーション・ジャパン製) - メタボール生成
- Material Library - マテリアル集

## 歴史
1982年10月、大阪大学工学部はLINKS-1の試作品を作成した。同年、東洋現像所 (現IMAGICA)はトーヨーリンクスを設立し、当初トーヨーリンクスではLINKS-1を使用して3DCGを作成していた。その後、トーヨーリンクスはLINKS-2を作成した。
IMAGICAは3DCGソフトウェアを内製し、後にリンクスはそれをPersonal LINKSとして外販した。

## 参考書籍
- 長田道昭『現代CG入門―幻想的CGアートから工業デザインまで』1991年11月 ISBN 978-4485571224
- 大口孝之『コンピュータ・グラフィックスの歴史 3DCGというイマジネーション』2009年6月2日 ISBN 978-4845909308